# 見たい!住みたい!wakuwakuマンション
『見たい！住みたい！wakuwakuマンション』（みたい！すみたい！ワクワクマンション）は、ミヤギテレビで不定期に放送されていた情報番組。
宮城県（主に仙台都市圏）の新築マンションを紹介。

## 出演者
- 彦摩呂
- 安部香里（旧アシスタント。仙台SOS所属）
- 松井実那子（新アシスタント。MOC所属）